# نوک‌بزرگ توسی‌رنگ
نوک‌بزرگ توسی‌رنگ (نام علمی: Saltator grossus) نام یک گونه از سرده پایکوب است.